# Комсомольский прожектор
Комсомольский прожектор (КП) — движение советской молодёжи, организованного комсомолом в первой половине 1962 года как форма участия в общественном контроле. Движение существовало до 1989 года.
Значение отрядов «Комсомольский прожектор» было определено в Постановлении ЦК ВЛКСМ от 27 июня 1962 года. Комсомольский прожектор продолжал традиции групп, бригад и отрядов Легкой кавалерии и Бригад комсомольского контроля. Впервые «Комсомольский прожектор» создан на Заводе имени Владимира Ильича в мае 1962 года. В марте 1963 года в «Комсомольской правде» было опубликовано положение о «Комсомольском прожекторе». Главными  задачами Комсомольского прожектора  были: изыскание и использование резервов производства, контроль за соблюдением законодательства о молодежи, воспитание у молодежи хозяйственной инициативы, личной ответственности, навыков управления. Работа Комсомольского прожектора осуществлялась в форме постов и штабов, рейдов-проверок, сотрудничества с органами народного контроля и печати. Одной из форм работы Комсомольского прожектора были  издание газет и боевых листков. Вначале  движение Комсомольский прожектор возглавляли центральный (в аппарате ЦК ВЛКСМ) и местные штабы. В сентябре 1966 года функции Центрального штаба перешли к Отделу «Комсомольского прожектора», действовавшего до марта 1989 года. В 1979 году в комсомольских организациях московских предприятий, строек, учреждений работало около 30 тысяч штабов и постов Комсомольского прожектора (свыше 110 тысяч человек). В 1976—78 годах, в ходе Всесоюзного общественного смотра эффективности использования сырья, материалов и топливно-энергетических ресурсов (проводился ВЦСПС, ЦК ВЛКСМ и Госснабом СССР), по итогам рейдов-проверок «КП» было подано свыше 118,4 тысяч предложений, внедрение которых обеспечило экономию более 329 млн. кВт-ч электроэнергии, 57 тысяч тонн металла, 150 тысяч тонн условного топлива, многих других материалов. В работе Комсомольского прожектора принимали участие сотни тысяч комсомольцев — рабочих, колхозников, специалистов. Периодически проводились Всесоюзные рейды Комсомольского прожектора по актуальным проблемам народного хозяйства: соблюдению режима экономии, повышению качества продукции, внедрению новой техники, охране природы, улучшению работы предприятий сферы обслуживания и другие. Действуя на инициативных, самодеятельных началах, вскрывая недостатки, разрабатывая конструктивные предложения, добиваясь практических результатов, Комсомольский прожектор был одним из примеров развития советской демократии и широких прав молодёжи в общественно-политической жизни СССР.